# I Don't Wanna Be Sad
I Don't Wanna Be Sad è un singolo del gruppo musicale canadese Simple Plan, il secondo estratto dal loro quinto album in studio Taking One for the Team, pubblicato il 18 settembre 2015.

## Tracce
1. I Don't Wanna Be Sad – 3:13

## Formazione
Simple Plan
- Pierre Bouvier – voce
- Jeff Stinco – chitarra solista, cori
- Sébastien Lefebvre – chitarra ritmica, voce secondaria
- David Desrosiers – basso, voce secondaria
- Chuck Comeau – batteria, percussioni, cori

Altri musicisti
- Jonny Litten – tastiera, programmazione, cori
- Lenny Skolnik – tastiera, programmazione, cori
- Chady Awad – cori
- Melanie Fontana – cori
- Myah Langston – cori
- Sidnie Tipton – cori